# Jean-Antoine Injalbert
Jean-Antoine Injalbert (Béziers 1845 - 1933) fou un escultor francès
Artista molt conegut a França en el seu temps, per la seva habilitat en el modelat del cos humà. Una bona part de la seva obra, de tendència academitzant, fou realitzada amb destinació a edificis públics de París -el Palau de Justícia, La Sorbona, l'estació d'Orsay o el Petit Palais. Fou autor també de diversos monuments i de nombroses figuretes decoratives de bronze, de les quals es conserva una bona mostra al museu de la seva ciutat natal.